# Волноплодник мохнатый
Волноплодник мохнатый (лат. Cymatocarpus pilosissimus) — типовой вид однолетних травянистых растений семейства Капустные (Brassicaceae).
Стебель высотой 20—90 см, прямостоящий и извилистый, покрыт простыми длинными волосками белого цвета.
Листья, в нижней части стебля, черешковые обратно-овальной или эллиптической формы, с туповатой верхушкой, верхние листья на коротких черешках, продолговато-овальной формы, с заострёнными концами, у основания явно зубчатые, самые верхние листочки почти линейной формы. Все листья снизу вдоль средней жилки рассеянно-волосистые.
Кисть соцветия с 20—30 цветками, во время цветения щиткообразная, позже сильно удлиняется. Цветоножки длиной 6—12 мм. Чашелистики желтоватого цвета, около 3 мм длиной, на краях широко-перепончатые. Лепестки до 6 мм длиной, желто-серного оттенка.
Плоды —  стручки, отклонённые либо висячие, до 5 см длиной и до 2 мм шириной. Семена около 1,5 мм длиной и  около 1 мм шириной, толщиной примерно 0,5 мм.
Эндемик Средней Азии. Произрастает в пустыне Каракумы и горных районах Туркмении. Встречается в окрестностях города Сердар в западном Туркменистане.